# Polinomios secundarios
En matemáticas, los polinomios secundarios {\displaystyle \{q_{n}(x)\}} asociados con una sucesión matemática {\displaystyle \{p_{n}(x)\}} de polinomios ortogonales con respecto a una densidad {\displaystyle \rho (x)} se definen por
{\displaystyle q_{n}(x)=\int _{\mathbb {R} }\!{\frac {p_{n}(t)-p_{n}(x)}{t-x}}\rho (t)\,dt.}
Para ver que las funciones {\displaystyle q_{n}(x)} son polinomios, considérese el ejemplo simple de {\displaystyle p_{0}(x)=x^{3}.}. Entonces,
{\displaystyle {\begin{aligned}q_{0}(x)&{}=\int _{\mathbb {R} }\!{\frac {t^{3}-x^{3}}{t-x}}\rho (t)\,dt\\&{}=\int _{\mathbb {R} }\!{\frac {(t-x)(t^{2}+tx+x^{2})}{t-x}}\rho (t)\,dt\\&{}=\int _{\mathbb {R} }\!(t^{2}+tx+x^{2})\rho (t)\,dt\\&{}=\int _{\mathbb {R} }\!t^{2}\rho (t)\,dt+x\int _{\mathbb {R} }\!t\rho (t)\,dt+x^{2}\int _{\mathbb {R} }\!\rho (t)\,dt\end{aligned}}}
que es un polinomio en {\displaystyle x} tal que las tres integrales en {\displaystyle t} (los momentos de la densidad {\displaystyle \rho }) sean convergentes.